# Miguel Moliné y Roca
Miguel Moliné y Roca (1857-1918) fue un escritor español.

## Trayectoria
Redactor de varios periódicos de la ciudad de Barcelona, destacan El Diario del Comercio (1898) y El Noticiero Universal (1898). Fue colaborador también de El Gato Negro (1897-1898).
Escribió la obra Antonio Fuentes: estudio biográfico crítico en 1906. 